# Montforter Zwischentöne
Le festival de musique Montforter Zwischentöne, les nuances de Montfort, se déroule depuis février 2015 à Feldkirch, dans le Vorarlberg, sous la forme d'une série d'événements répartis sur trois week-ends dans l'année. 
Il s'agit de la nouvelle formule du festival de Feldkirch, qui s'était tenu pour la dernière fois en 2012. 

## Présentation
Chacune des éditions est consacrée et se développe autour d'un thème principal qui mêle musique et philosophie. Les artistes de musique contemporaine y rencontrent des philosophes. Par exemple, Midori Seiler s'y est déjà produite, ainsi que le Lights Out Trio et Kaan Bulak en 2018 et Jordi Savall et l'Ensemble Hespèrion XXI en 2019. On comptait environ 5 000 visiteurs payants en 2015 et 3 000 en 2016. 
Les directeurs artistiques du festival sont Hans-Joachim Gögl et Folkert Uhde. On compte parmi les lieux où se déroulent les concerts et évènements la Montforthaus Feldkirch, le monastère des Capucins de Feldkirch, la vieille ville, le cinéma Rio, la Johanniterkirche (de) et l'ancienne piscine couverte du Collège Stella Matutina de Feldkirch.
Dans le cadre de la Montforter Zwischentöne, le concours Hugo est organisé chaque année. Il s'agit d'un concours international d'étudiants pour de nouveaux formats de concerts. Les étudiants d'une école ou d'une université de musique autrichienne, allemande ou suisse peuvent participer. L'objectif de ce concours est d'encourager les étudiants à s'engager de manière intensive dans de nouveaux formats de concert. Le prix Hugo porte le nom du menestrel Hugo von Montfort (en), 1357 à 1423, le premier musicien de la région dont l'œuvre est encore connue aujourd'hui,. La finale du concours Hugo a été diffusée en direct sur le site Internet du festival le 1er mars 2021.

### Thèmatique des évènements
Exemple année 2020: 
- Février 2020 : perdre (soi-même) [10]
- Juin à septembre 2020 : faire des détours [11]
- Novembre/décembre 2020 : Radio Zwischentöne[12].

## Lien officiel
- Site officiel Montforter Zwischentöne